# Яришівка (Вінницький район)
Я́ришівка — село в Україні, у Лука-Мелешківській сільській громаді Вінницького району Вінницької області. Населення становить 1160 осіб.

## Географія
Село розташоване за 15 км на південь від Вінниці на автошляху Т 0212. Західною околицею проходить залізнична лінія Козятин I — Жмеринка, на якій облаштований пасажирський зупинний пункт Яришівка. Село поділяє по обидві боки неглибокий яр, який перепнуто греблями, внаслідок чого утворено декілька штучних ставів.
Сусідні населені пункти:

## Історія

### Давнина
На території села знайдені кам'яні знаряддя праці епохи палеоліту та ознаки поселення трипільської культури. Починаючи з ІІІ—IV ст. н. е. у цих місцинах поселяються слов'янські племена. Виникнення села Яришівки пов'язано з поширенням фільваркової системи на Східному Поділлі у XVI—XVII століття за часів Річі Посполитої.

### Походження назви

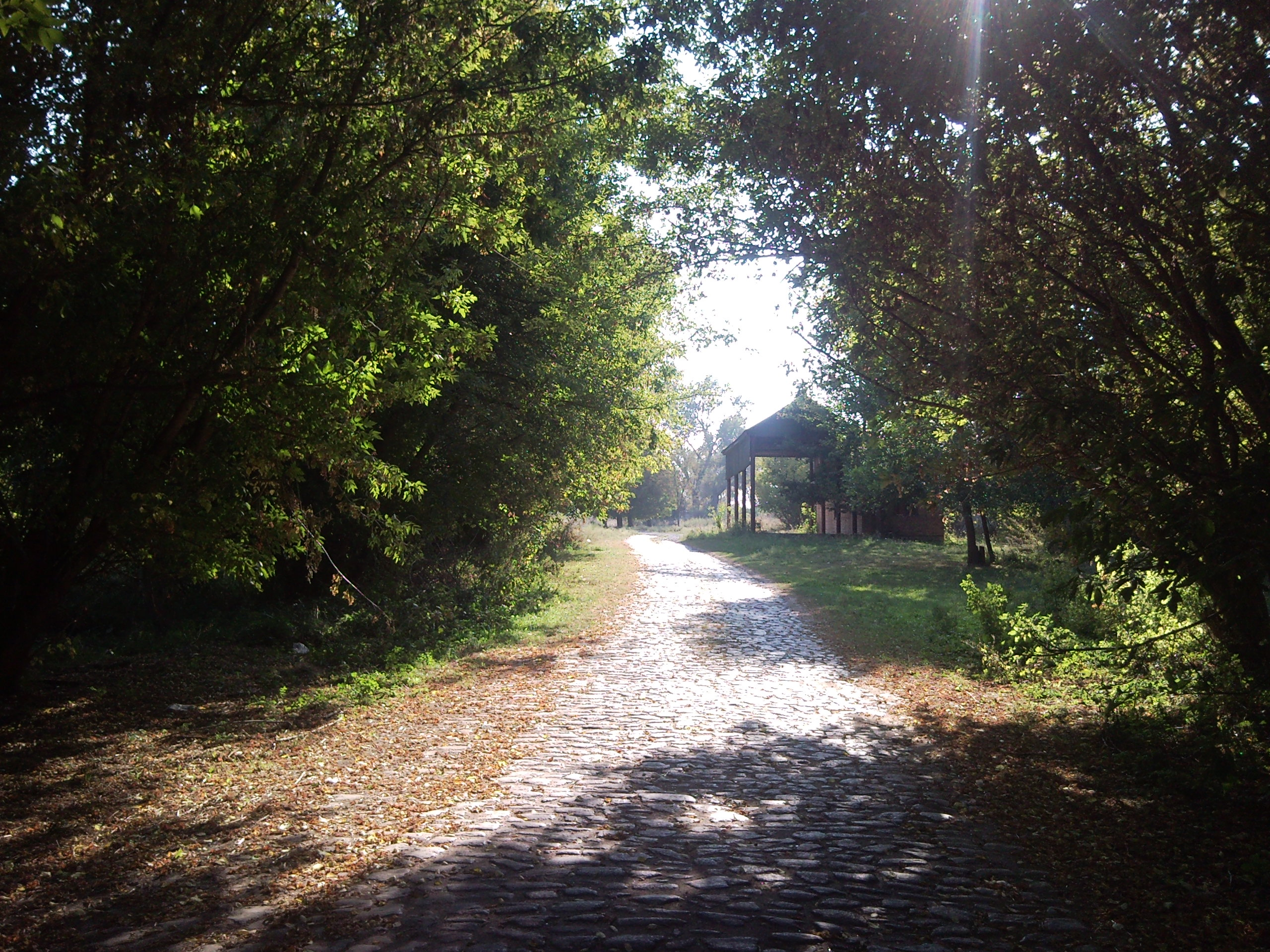
Дорога до сільського цвинтаря

Назва пов'язана, ймовірно, з ім'ям першого пана — Яроша Черленківського, який придбав у 1609 році за 10 тисяч злотих у Кирила Черленківського Ярошевець (Яришівку), Юрківці, (нині — Лани) та Свобідці — нині Студениця. На користь цієї версії свідчить походження сусідніх Юрківців (нині — Лани), які отримали свою назву від імені тодішнього господаря — Юрія Кміта-Черленківського.
Інша версія походження назви є дещо типовою, коли «йшов козак на прізвище Ярош після виснажливої битви, стомлений, голодний. Вів за вуздечку коня. Було дуже спекотно, й хотілося пити. Побачив козак перед собою джерельце. Напився холодної води. Вона здалась йому смачною, навіть солодкою. Напоїв свого коня, назвав це джерело „Солодовня“. Прибавилося у Яроша сил. Подивившись навкруг, побачив він дивовижно гарну місцевість і вирішив залишитися тут. Згодом козак одружився, народилися діти». Сталося це у 1567 року.
Ще один варіант походження назви пов'язують з розташуванням села уздовж яру, в якому зараз утворились сільські ставки. До цього часу збереглись назви історичних місцин та закапелків села — «Левади», «Сажавки», «Куток», «Липки», «Чавунка», «Парцелі», «Тарабанівка».

### Панщина
За часів існування Яришівські маєтності змінили чимало власників. 1624 року село від Яроша Черленківського успадкував його небіж Стефан, який одразу передав його разом із сусідніми Свобідцями в оренду шляхтичу Гордію Житянському. Село згадується у подимному переписі Брацлавського воєводства у 1629 році.

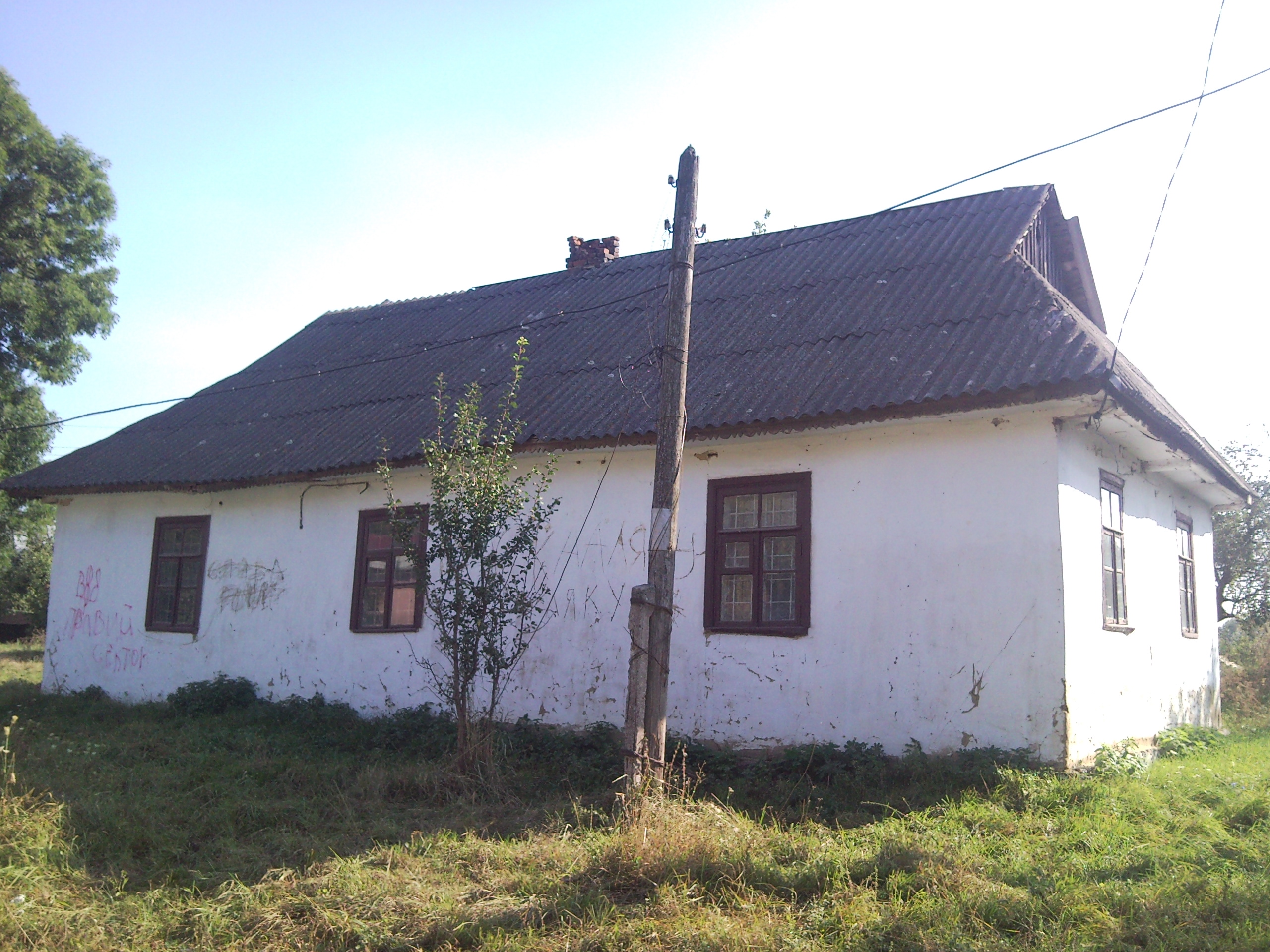
Старий будинок у центрі села

1641 року спадщина Стефана — Черленків (нині — Селище), Свобідці (нині — Студениця), Янків (нині — Іванівка), Грижинці разом з Яришевкою переходить вже до його сина — Сильвестра, а згодом до сина Сильвестра — Анатаса. У добу Руїни Анатас пострігся у ченці, а його маєтності були передані Стефанові Пісочинському (П'ясочинському). Впродовж 1647—1650 років маєток був під заставою в 12 тисяч злотих у брацлавського хорунжого Яна Дзика (Jan Dzik). Основним заняттям селян було хліборобство, проте вагоме місце посідало ткацтво. Якщо на усій Тиврівщині переважно ткали з льону та конопель, то у Яришівці — з вовни.
1723 року черленківський ключ поселень опиняється у власності князя Януша Антонія Вишневецького, який у 1730 року продає маєтки за безцінь Войцехові Собанському[джерело?].
1758 року вони перебувають у володінні поміщиків Нітославських, а згодом переходять у спадок магнатів Щеньовських. 1802 року, вже за часів Російської імперії, тодішній господар Яришівки Францішек Ксаверій Шеньовський, рідний брат брацлавського воєводи, уступає село із сусідніми поселеннями своєму родичу — маршалку Ксаверію Ярошинському, той — Цеславу Ярошинському. Син останнього — Генріх успадкував село у 1847 році, а 1750 року віддав його в оренду Феліксові Хемінському за 12 750 срібних карбованців. Яришівка відтоді належить до Вінницького повіту.
Станом на 1855 році в селі нараховувалось 150 заможних селян і 440 чоловік робочої сили (231 чоловічої та 209 жіночої статі). Крім кріпаків в селі тоді проживали і орендували панські землі чиншовики — Пуздрановські, Мудрики, Коваленки, Пасічники, Табачнюки, Павлішини, Откало, Голопасюки, Вітряки, Штойки. Загальна площа земель дорівнювала 2522 десятини 1560 саженів, у тому числі у користуванні селян перебувало 1267 десятин 954 саженів, або 50,2 %. В селі діяв водяний млин, працювала корчма.

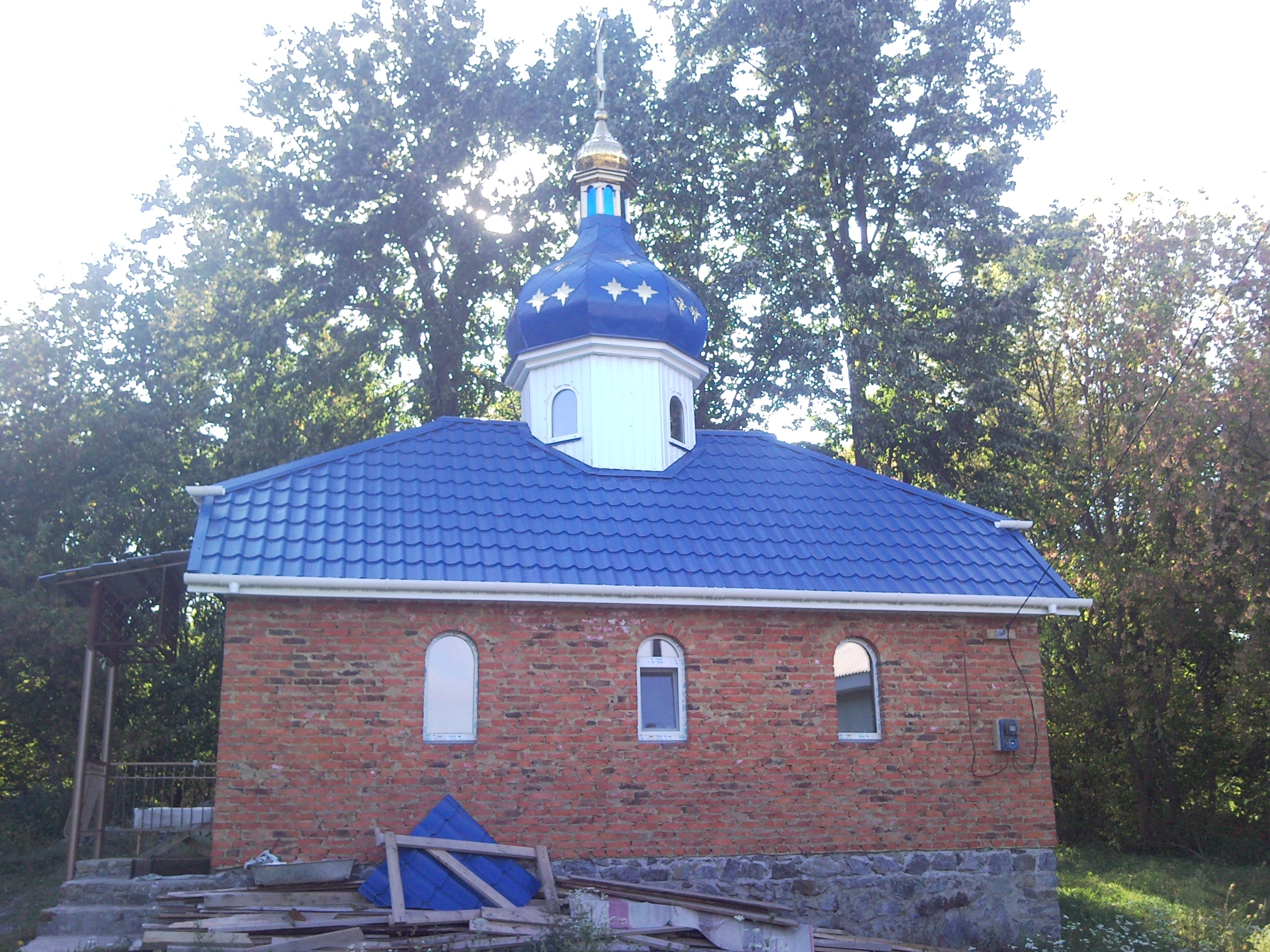
Сучасний будинок церкви

1772 року, на честь Святого Великомученика Дмитра була збудована яришівська дерев'яна трикупольна церква з дзвіницею. Її окрасою була ікона Казанської Божої Матері 1762 року з надписом «Радуйся, яко носиши Носящого вся». Свято ікони — 8 липня. Всього нараховувалось 1465 парафіян з Яришівки (848 чол.) та з навколишніх сіл — Студениці, Тарабанівки, Юрківців. З 1871 року в селі існувало однокласне початкове народне училище, або — міністерська школа. А до цього — церковнопарафіяльна школа. Після скасування панщини у 1861 році селяни мали у користуванні 1351 десятину землі, поміщик — 2386 десятин. Безземелля і будівництво поруч залізниці з розвитком у краї промисловості призвело до відтоку селян на роботи в Гнівані — у гранітному кар'єрі, на цукровому заводізаводі та залізниці.
5 червня 1861 року була утворена Яришівська волость, проте вже через 6 років її було ліквідовано. Яришівка увійшла до складу Лука-Мелешківської волості Вінницького повіту. Разом з Яришівкою до неї також увійшла Тарабанівка, суміжне польське село з двох вулиць, яке згодом, у ХХ столітті, поглинула Яришівка. 1875 року, внаслідок адміністративної реорганізації, Яришівка увійшла до складу Тиврівської волості. У спогадах сільчан лишилися імена тодішніх старост — Созон Завальнюк, Василь Сніцар, Семен Пугач, Гнат Завальнюк, Іван Людва, Іван Сніцар, Яків Пугач.
Станом на 1893 рік в селі нараховувалось 165 обійсть з 961 мешканцями. У присілку Яришівська корчма проживало 6 осіб, а у Тарабанівці — 185 жителів на 28 подвір'ях.. Селяни займалися тваринництвом, тримали робочих коней та волів, худобу. Вирощували овочі, сіяли просо, гречку, коноплі, льон, кормові трави. Наприкінці ХІХ століття Яришівський маєток належав володарю Тиврова — дворянину Смоленської губернії Костянтину Васильовичу Енгельгарду. 1901 року той продає Яришівку братам — Олександру і Федору Гейденам. Останнім господарем села був син Федора — Дмитро Гейден, предводитель дворянства Вінницького повіту. 1910 року він звітував про зразкове сільське господарство у своїх маєтках, у тому числі про показові поля у яришівському присілку — Тарабанівці та Юрківціях..
На початку ХХ століття в Яришівці налічувалося 211 садиб з 984 мешканцями, в Тарабанівці — 34 дворів та 165 мешканців..

### Радянська доба
Радянська влада закріпилася у селі наприкінці 1920 року. Тоді була зруйнована панська економія й утворені — сільська рада та комнезам (голови — Євдоким Завальнюк та Антон Захарчук відповідно).
1928 року організовано колгосп «Колос» (перший голова — Олександр Ксеніч). Під час голодомору у 1932—1933 роках в селі, за офіційної статистикою, загинуло 180 осіб, прізвища лише 20-ти з них наразі встановлені.
1935 року у селі збудовано клуб.

### Нацистська окупація

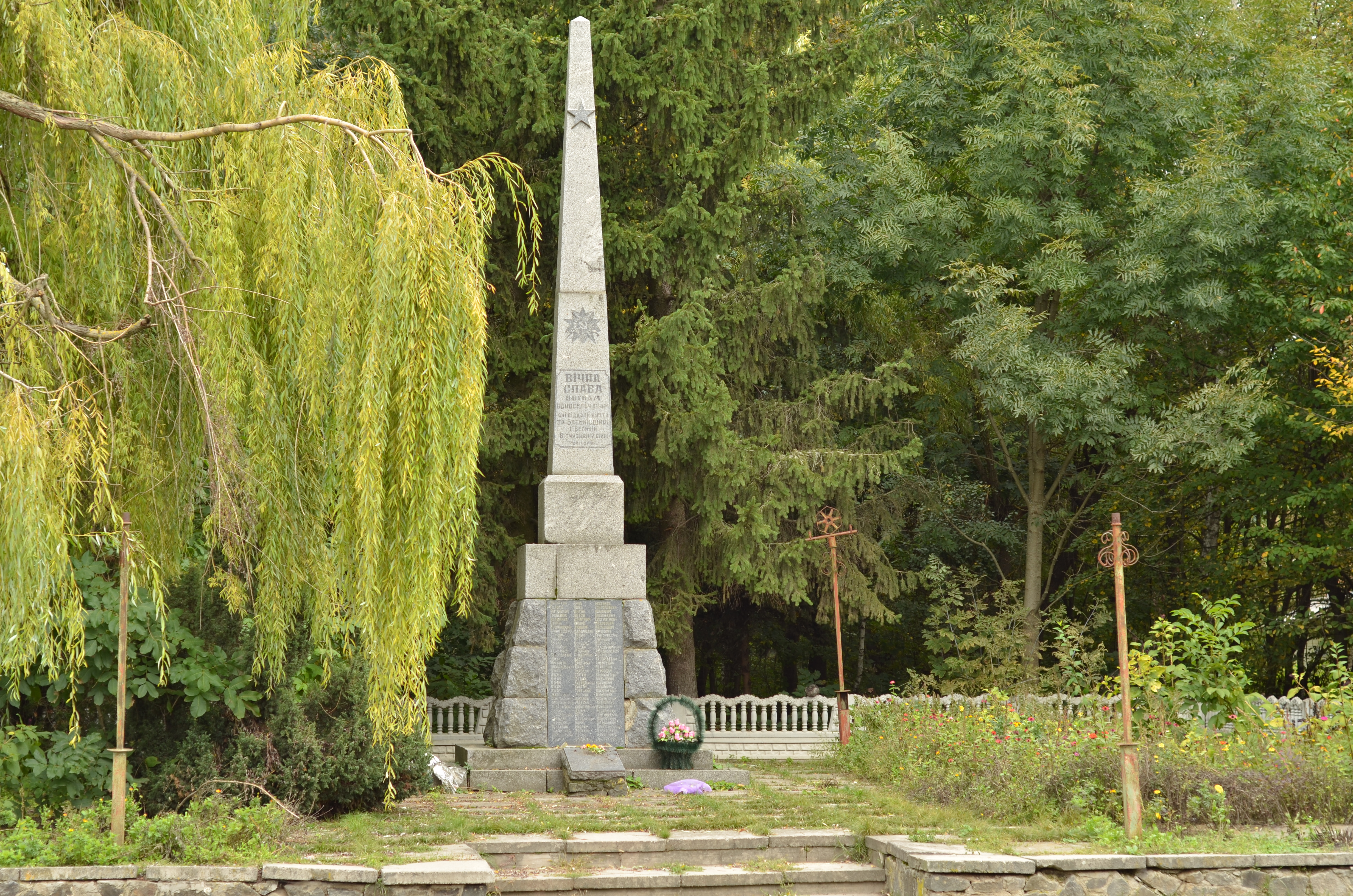
Пам'ятник 97 воїнам-односельцям, загиблим на фронтах Другої світової війни

16 липня 1941 року село було окуповано й одразу була сформована німецько-нацистська адміністрація. Чимало селян брало участь у партизанському загоні, який діяв у сусідньому Селищі. Зокрема, Б. Й. Завальнюк надавав свою квартиру для зустрічей підпільників, а М. П. Ціотковський був зв'язковим підпільної організації. Яришівку звільнено 17 березня 1944 року. Від тих часів є могила невідомого солдата (1949) на сільському цвинтарі та меморіал загиблим односельцям у центрі села.

### Повоєнний період

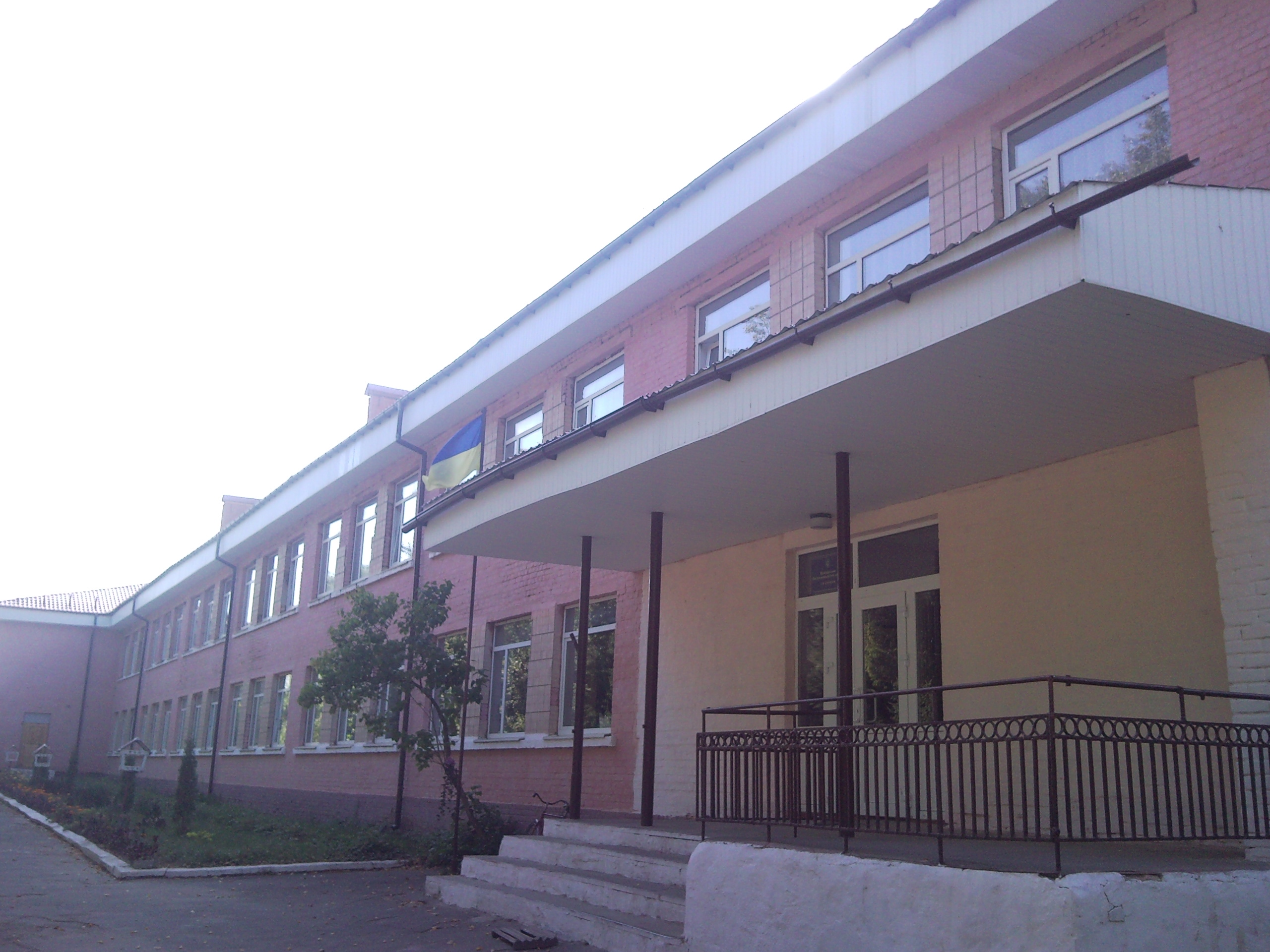
Школа

Із закінченням війни в селі організовано ланку з вирощування цукрових буряків, створено тракторну бригаду. Село було радіофіковане та електрифіковане.
У 1950-ті роки Яришівку поєднано з Тарабанівкою, й вона нетривалий час була центром однойменного району. Колгосп тоді отримав назву «імені Куйбишева». 1970 року до колгоспу були приєднані господарства Студениці та Ланів.

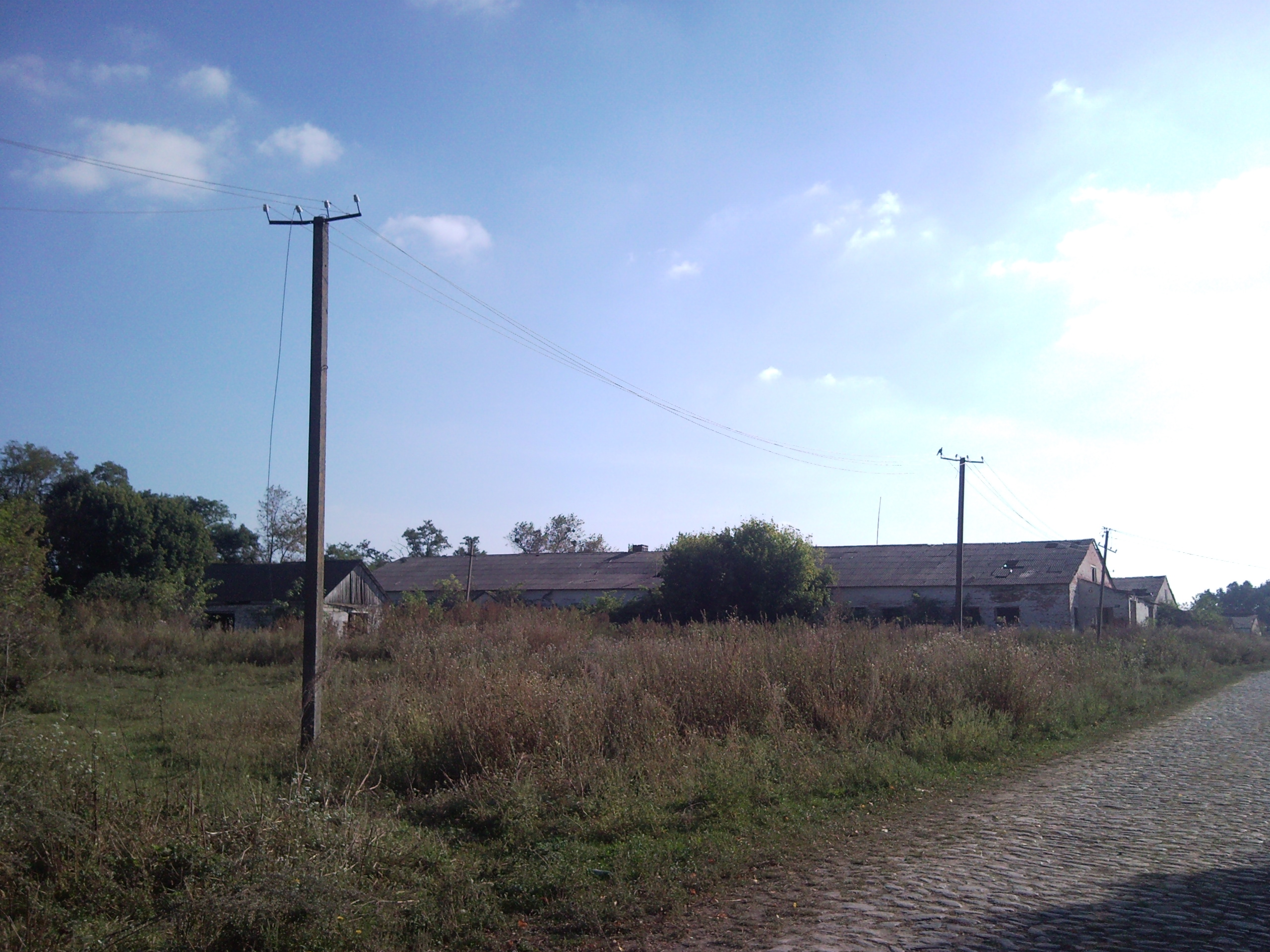
Споруди колишнього колгоспу

У 1970-х роках населення села становило 1442 особи. В користуванні колгоспу було 2871 га землі, у тому числі 2020 га орної. Основними виробничими галузями були рільництво та тваринництво. У селі працював навіть пологовий будинок. У 1968—1969 роках побудовані нова школа й будинок культури.

### У Незалежній Україні
Нині в селі діє сільська рада. Є дитячий садочок «Журавлик», медичний пункт, пошта, будинок культури, середня школа з сільським музеєм, новий будинок православної церкви.
2004 року село було газифіковане. Збудовано малий автодорожній міст через річку Південний Буг до села Лани. Землі громади сільськогосподарського призначення орендує ТОВ «Агробуг».
8 вересня 2016 року, в ході децентралізації, об'єднана з Лука-Мелешківською сільською громадою.

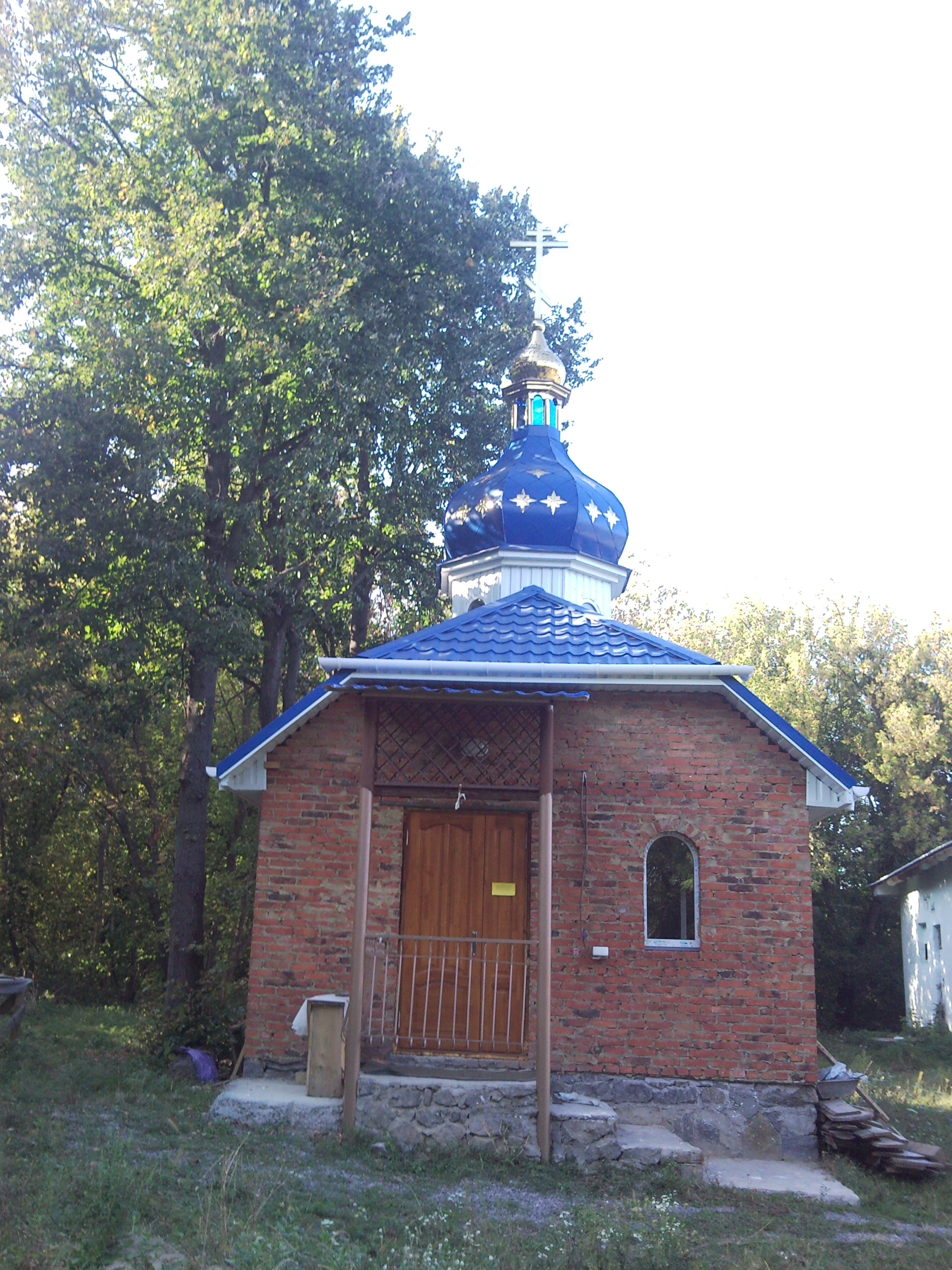
Сучасна церква

14 лютого 2019 року громада УПЦ МП Святого Димитрія Солунського перейшла до складу Вінницько-Тульчинської єпархії ПЦУ.
17 липня 2020 року, в результаті адміністративно-територіальної реформи та ліквідації Тиврівського району, село увійшло до складу Вінницького району.

## Населення

### Мова
Розподіл населення за рідною мовою за даними перепису 2001 року:
| Мова            | Кількість | Відсоток |
| --------------- | --------- | -------- |
| українська      | 1141      | 98.36%   |
| російська       | 16        | 1.38%    |
| білоруська      | 2         | 0.17%    |
| інші/не вказали | 1         | 0.09%    |
| Усього          | 1160      | 100%     |

## Транспорт
На північному заході села проходить залізнична лінія на якій розташований пасажирський зупинний пункт Яришівка з пероном, де зупиняються приміські поїзди до станцій Козятин I, Жмеринка, Вапнярка, регіональні поїзди до Києва і Хмельницького.
Найближчі зупинні пункти електропоїздів — Веселка, Селищанський, сусідні станції — Тюшки, Гнівань.
Пасажирські поїзди далекого сполучення здійснють зупинку на станції станцію Гнівань (час в дорозі — 8 хвилин) або в обласному центрі на станції  Вінниця (час в дорозі — 15-20 хвилин) приміською електричкою. Також можна скористатися вузловими станціями Жмеринка чи Козятин I (час в дорозі — 40 хвилин та 1,5 години їзди електропоїздом відповідно).
Через село пролягає автошлях територіального значення Т 0212.

## Відомі особи
- Вольська Я. П. (нар. 1936) — заслужений учитель УРСР.
- Заремба Василь Борисович — письменник, автор книги «Яришівські осокори». Уродженець села.
- Марценюк Валерій Пантелеймонович — письменник, журналіст, науковець. Автор історичної книги про партизанський рух в навколишніх селах на Тиврівщині «За радянську Батьківщину». Проживає у Яришівці з 2008 року.
- Марценюк Пантелеймон Іванович — письменник, автор книги «Над Бугом-Рікою». У 1932 р. працював учителем в школі с. Яришівка.
- Таранюк Петро — художник, член НСХУ.

## Галерея

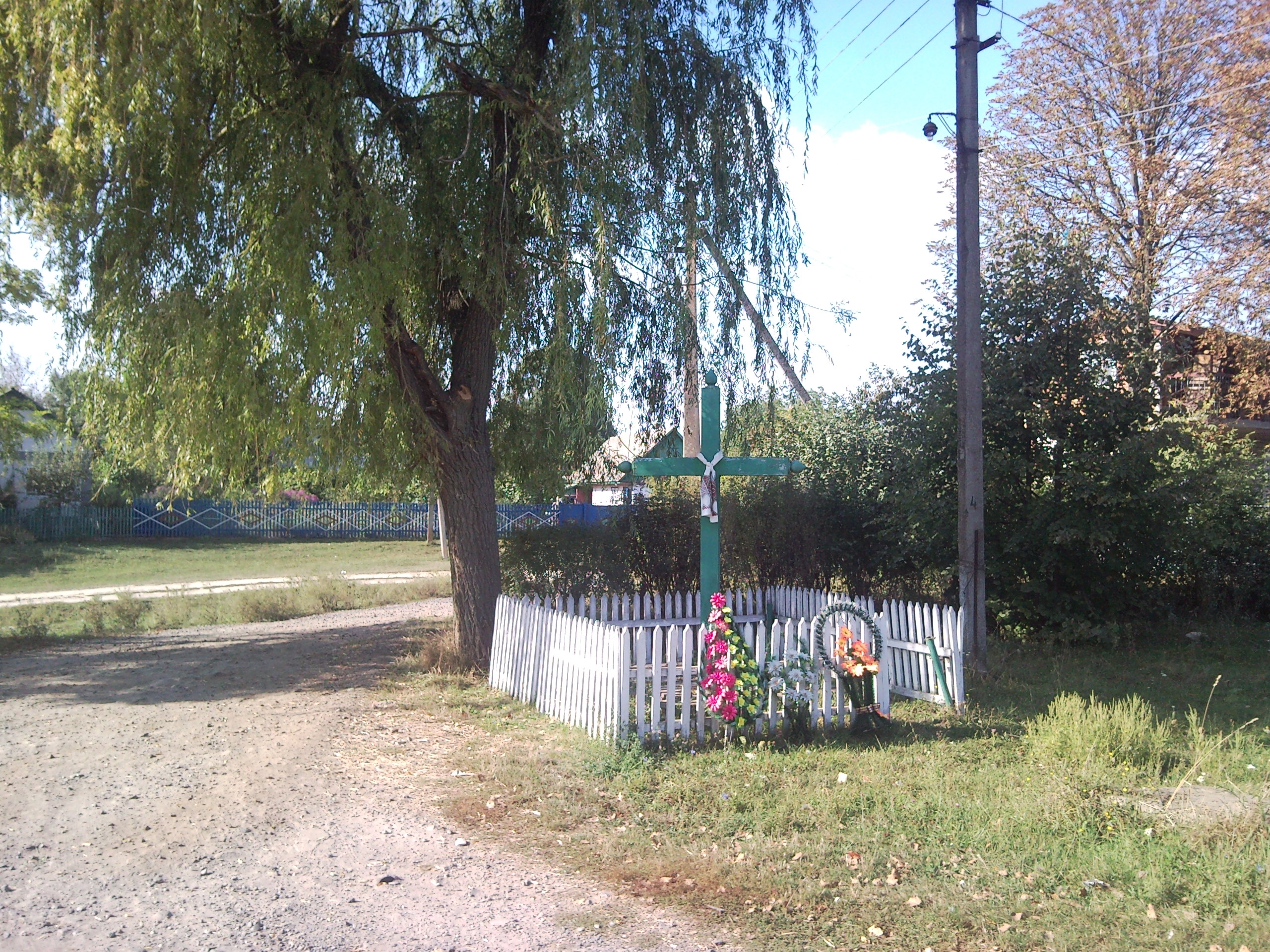
Хрест на роздоріжжі
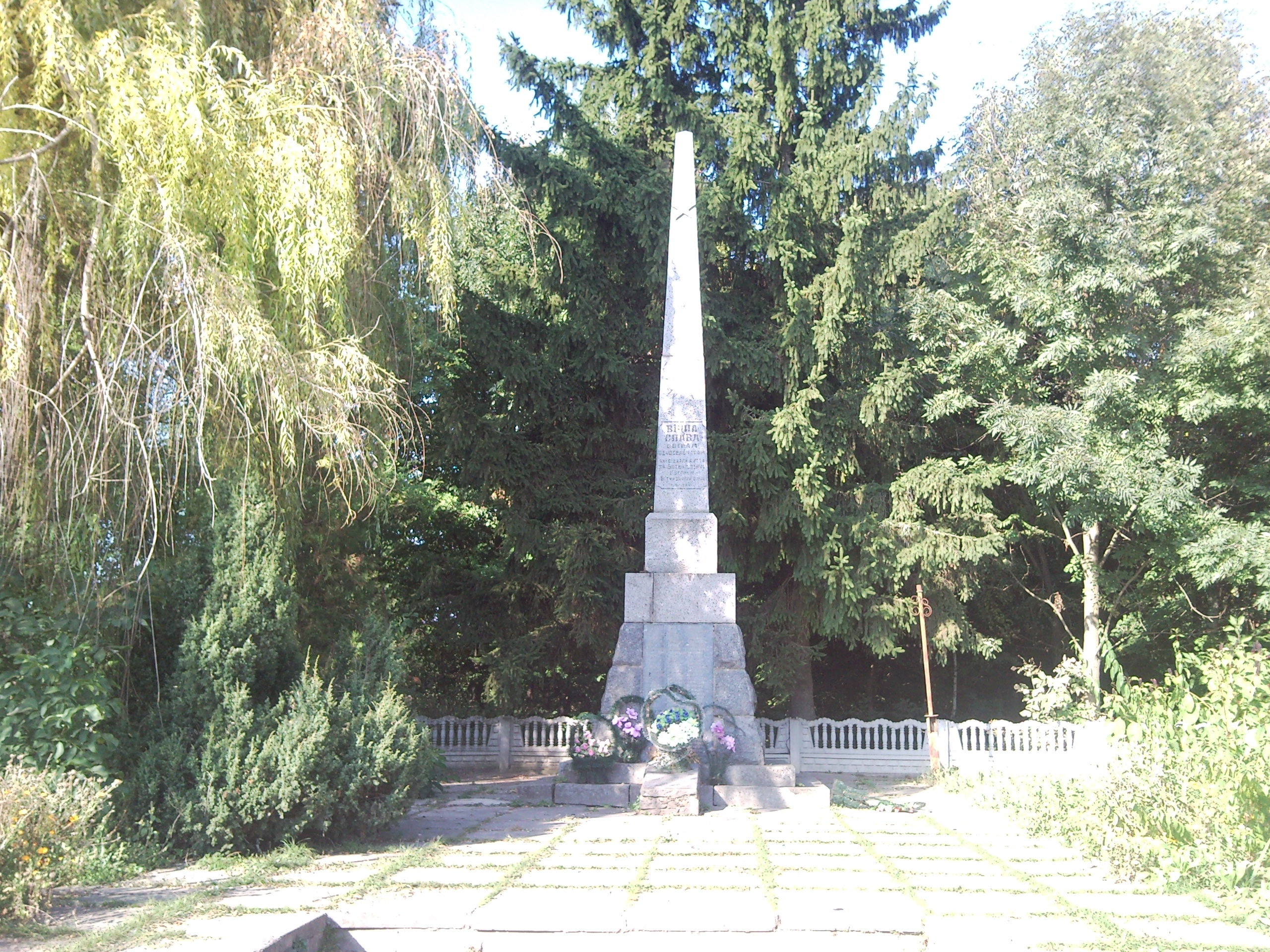
Меморіал загиблим у Другій світовій війні
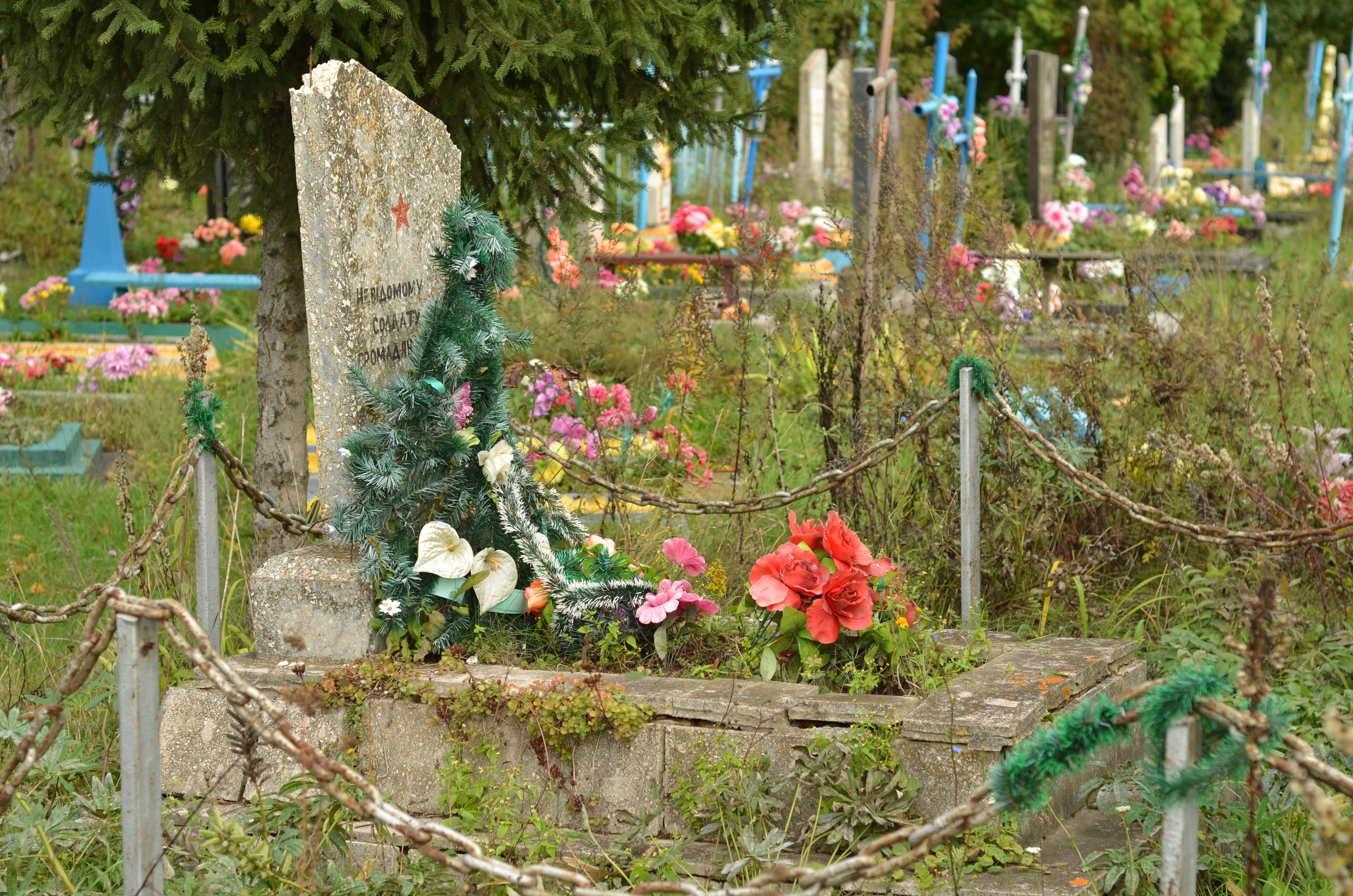
Могила невідомого солдата
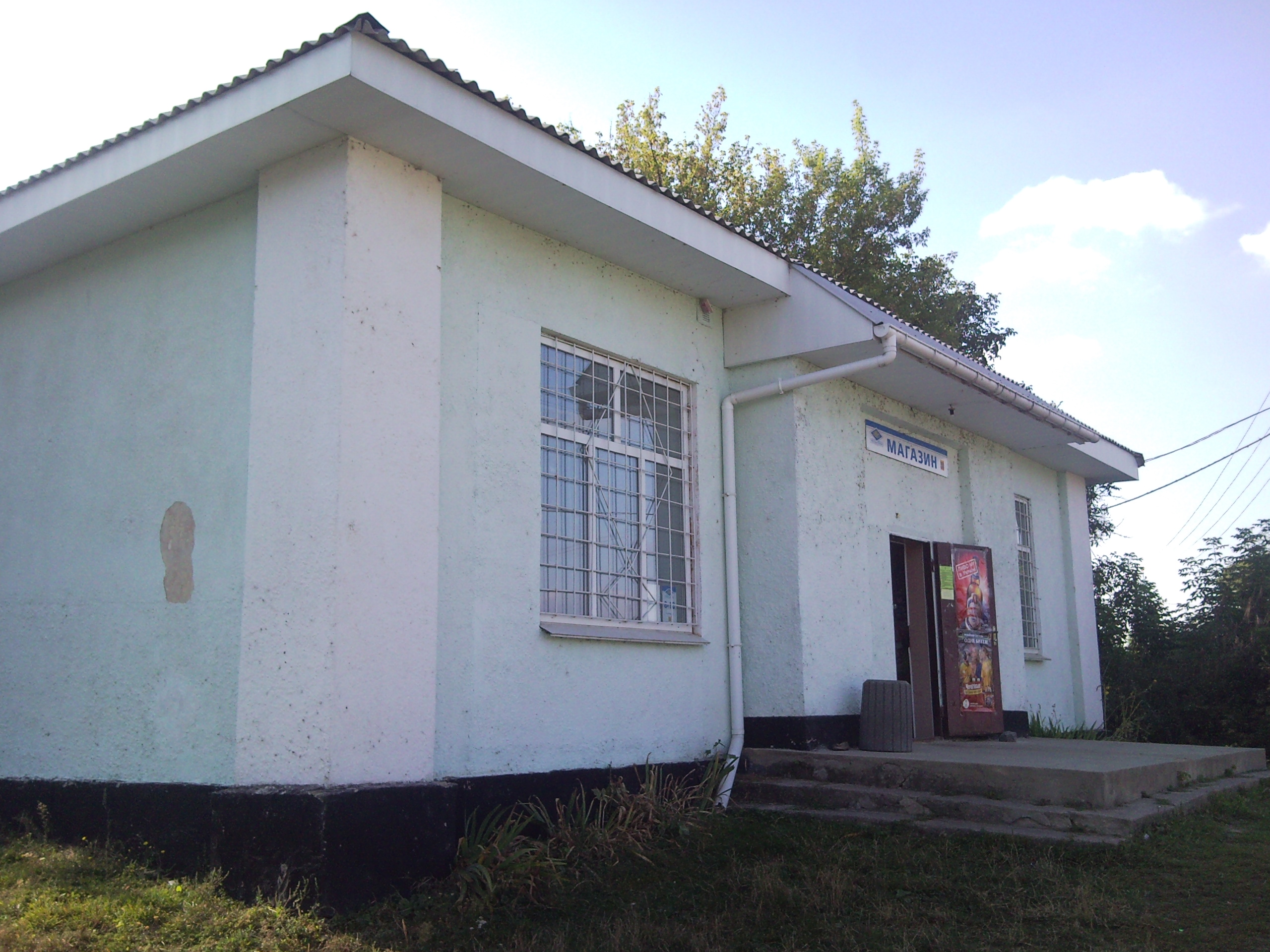
Крамниця
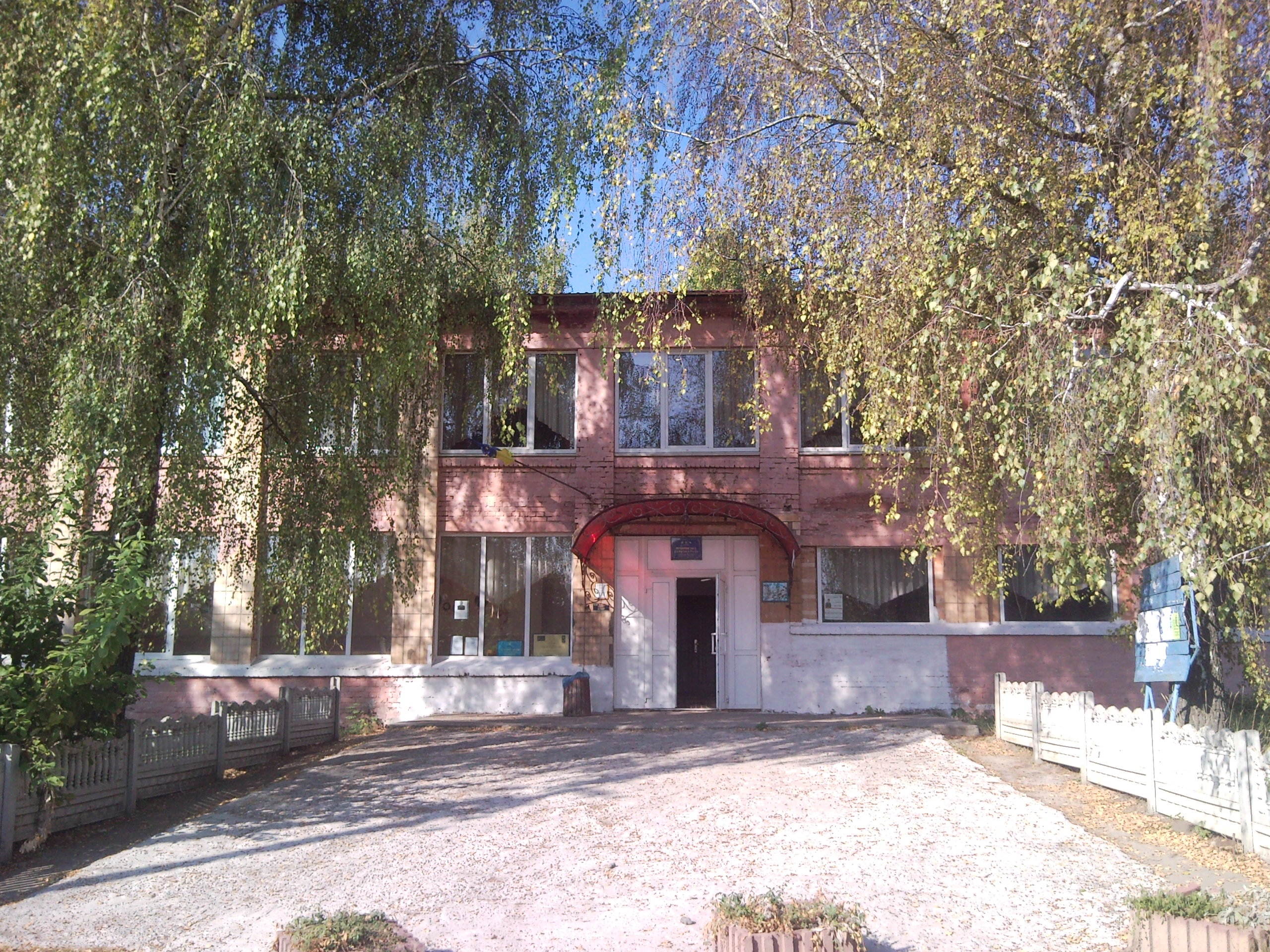
Сільський клуб
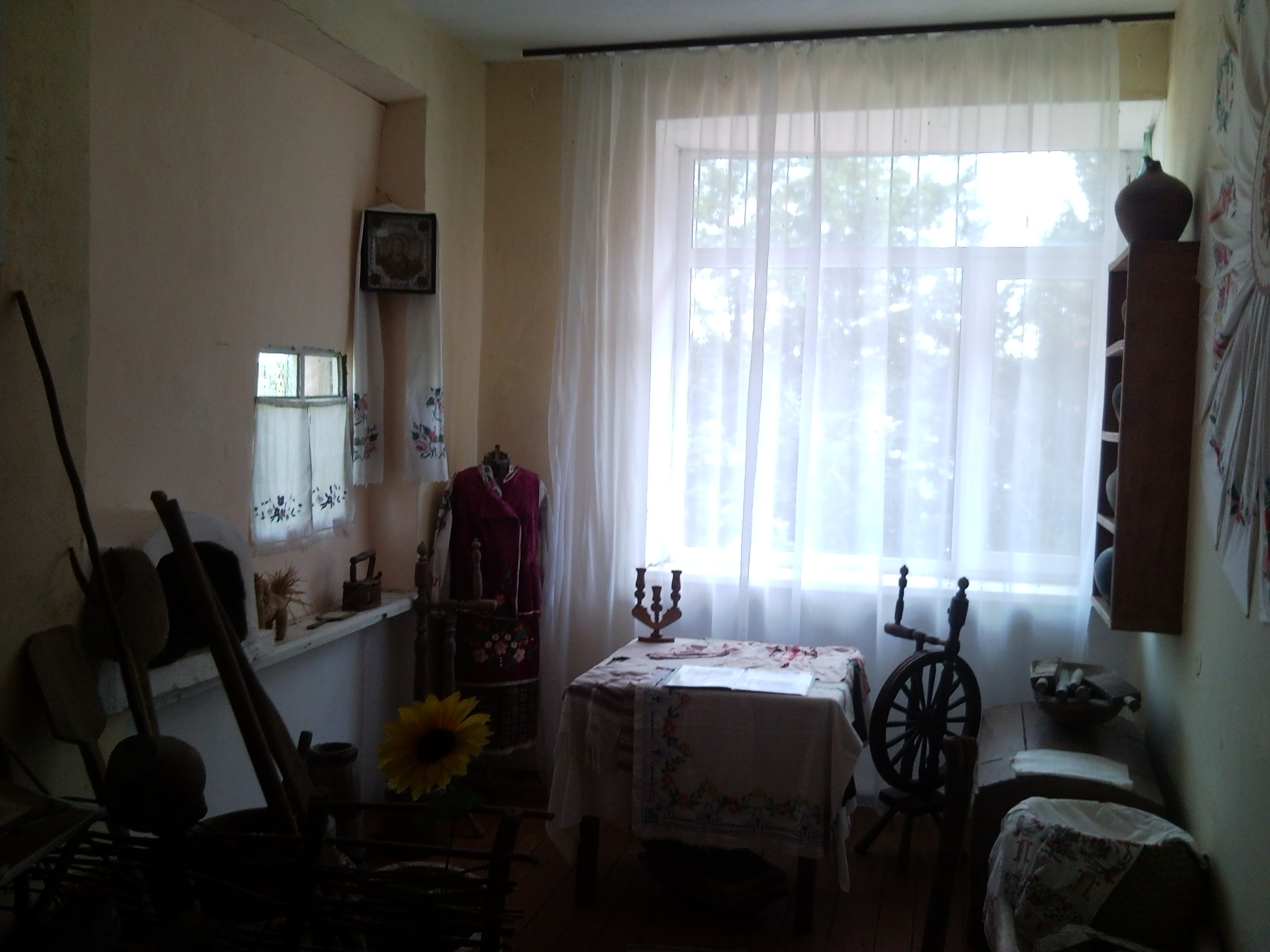
Музейна експозиція у школі